# 达布尔-福尔肯
达布尔-福尔肯（英語：Double Falcon, Dju, Nebwy）是奈加代文化三期下埃及的统治者。他可能当政于前32世纪，他的统治时间长度仍然未知。

## 存在的证据
1910年，埃及古文物学家M. J. Clédat发现了证明达布尔-福尔肯存在的第一个证据。Clédat当时正在尼罗河三角洲北部的el-Mehemdiah进行挖掘，与此同时有个农民将自己在el-Beda附近种植棕榈林时发现的一块雕刻的碎片带给他。调查了这个地点之后，Clédat很快发现了四件达布尔-福尔肯的塞赫拉。
达布尔-福尔肯存在的下一个证据在1912年被赫尔曼·容克在埃及的图拉挖掘发现，那里的一座墓葬里有一件完整的罐子承受着顶部有两只猎鹰像的塞赫拉。
最近以来，达布尔-福尔肯的塞赫拉又在西奈半岛 in Tell Ibrahim Awad in the eastern Delta,、尼罗河三角洲的泰勒-易卜拉辛-阿瓦德(Tell.Ibrahim Awad)、上埃及的Adaima和阿拜多斯和以色列南部的Palmahim quarry被发现。
达布尔-福尔肯的塞赫拉集中出现在下埃及和西奈半岛的西北部暗示了他的统治可能仅限于这些地区。虽然如此，他的塞赫拉在宽广的地理范围出现，尤其是在上埃及和黎凡特南部，暗示了通过贸易和战争，奈加代文化三期君主开始拥有长距离的控制权并将结束这个时代。

## 名字的由来
达布尔-福尔肯的塞赫拉在布局和创作上都非常独特。首先，这是唯一一个顶部有两只面对面的猎鹰像的塞赫拉。其次，这个塞赫拉并不具有名字的分隔，而是被代表宫殿正面合适位置的垂直线所填满。在统治者的名字的上方，这个塞赫拉也缺少限制宫殿正面的水平线。最后，每一只猎鹰都站在自己所在的尖端上。M. J. 克莱达、君特尔·德雷斯和埃德温·范登都推测一个更深的象征手法能解释这些特色。两只猎鹰可能代表下埃及和西奈半岛，似乎达布尔-福尔肯同时统治着这两个区域。德雷斯相信猎鹰们站在加汀纳符号表的N16（山的标志）上：
| N26 |

这个名字读作Dju (ḏw)，所以这位国君的名字能被一件平坦的塞赫拉上的一对山上的猎鹰所代表。相反，埃德温·范登将这个名字读作Nebwy (nb.wy)，“两个领主”，看起来是日内瓦的穆埃勒博物馆陈列的一块更早的调色板的相似物。